# Maximilian von Schwartzkoppen

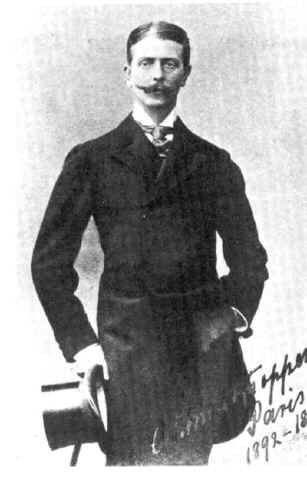
Maximilian von Schwartzkoppen, 1895

Maximilian Friedrich Wilhelm August Leopold von Schwartzkoppen (* 24. Februar 1850 in Potsdam; † 8. Januar 1917 in Berlin) war ein preußischer General der Infanterie sowie Militärattaché. Er ist heute vorwiegend wegen seiner Rolle in der Dreyfus-Affäre bekannt.

## Leben

### Familie
Maximilian von Schwartzkoppen entstammte der um 1500 erstmals in Braunschweig urkundlich genannten Bürgerfamilie Swartekop, deren Mitglieder im Jahr 1688 in den Reichs- sowie erbländisch-österreichischen rittermäßigen Adelsstand erhoben wurden. Er war der Sohn des späteren preußischen Generals der Infanterie Emil von Schwartzkoppen (1810–1878) und dessen erster Ehefrau Anna Maria Luise von Ditfurth (1816–1865).

### Militärkarriere
Schwartzkoppen trat Ende der 1860er Jahre in die Preußische Armee ein. 1870 nahm er am Deutsch-Französischen Krieg teil. Von 1885 bis 1888 gehörte er als Hauptmann dem Generalstab an. Danach war er militärischer Begleiter des Großherzogs Ernst Ludwig von Hessen-Darmstadt, der sich in Berlin auf sein Offiziersexamen vorbereitete.
Vom 10. Dezember 1891 bis zum 15. November 1897 fungierte Schwartzkoppen als deutscher Militärattaché in Paris. In dieser Funktion oblag ihm die Pflege der militärpolitischen Beziehungen des Deutschen Reiches zu Frankreich. Inoffiziell beschaffte er auch für den deutschen Nachrichtendienst Informationen über das französische Heer, worauf sich seine Rolle in der Dreyfus-Affäre begründet: Im Frühjahr 1894 hatte ein zunächst nicht identifizierter französischer Offizier Schwartzkoppen militärische Geheiminformationen zum Kauf angeboten. Die Putzfrau Marie Bastian entwendete am 25. September aus seinem Papierkorb ein sogenanntes Bordereau – ein Schreiben, das Unterlagen begleitet – und leitete es gemeinsam mit anderen Papierfragmenten an den französischen Nachrichtendienst weiter, der sie regelmäßig für solche Dienste bezahlte. Das zerrissene, nicht unterschriebene Bordereau wurde vom Nachrichtendienst wieder zusammengesetzt. Im Brief war festgehalten, welche Dokumente an den deutschen Nachrichtendienst übergeben worden waren. Das waren zwar keine gravierenden Geheimnisse, doch das Bordereau war für den französischen Nachrichtendienst der eindeutige Hinweis, dass ein Offizier des französischen Generalstabs Informationen an den deutschen Nachrichtendienst verkaufte.
In der Folge wurde der aus dem Elsass stammende, jüdische Offizier Alfred Dreyfus verdächtigt, Schwartzkoppens Informant zu sein, öffentlich angeklagt und trotz erheblicher Zweifel an seiner Schuld verurteilt. Später gelang es, die Unschuld Dreyfus’ nachzuweisen, der, wie sich zeigte, vor allem aus antisemitischen Motiven angeklagt und durch gefälschte Dokumente belastet worden war. Spätere Untersuchungen zeigten, dass tatsächlich der Offizier Ferdinand Walsin-Esterházy, Kommandeur eines Bataillons des 74. Infanterieregiments in Rouen, das Angebot an Schwartzkoppen gerichtet hatte. Schwartzkoppen selbst bestätigte die Unschuld Dreyfus’ Jahrzehnte später in seinen Lebenserinnerungen, die 1930 postum durch Bernhard Schwertfeger, den Bearbeiter von Schwartzkoppens Nachlass, herausgegeben wurden. Insbesondere in Frankreich wurden sie in den frühen 1930er Jahren als Les carnets de Schwartzkoppen. La vérité sur Dreyfus, édités par Bernhard Schwertfeger et traduits sur le texte allemand par Alexandre Koyré, préface Lucien Lévy Bruhl ein Bestseller.
Am 11. September 1907 erhielt Schwartzkoppen den Charakter als General der Infanterie. Er stand außerdem à la suite des Kaiser Franz Garde-Grenadier-Regiments Nr. 2 in Berlin und war u. a. Inhaber des Roten Adlerordens I. Klasse mit Eichenlaub, des Kronenordens I. Klasse sowie Rechtsritter des Johanniterordens. Während des Ersten Weltkriegs wurde Schwartzkoppen am 6. Juli 1916 Kommandeur der neu aufgestellten 202. Infanterie-Division, mit der er an der Ostfront zum Einsatz kam.
David Lewis beschrieb Schwartzkoppens äußeres Erscheinungsbild als das „des preußischen Offiziers schlechthin“: „hoch gewachsen, schlank - aber athletisch“, von „stählerner Eleganz“ und „das Entzücken eines jeden militärischen Schneiders“.

## Schriften
- Maximilian von Schwartzkoppen, Bernhard Schwertfeger (Hrsg.): Die Wahrheit über Dreyfus. Aus dem Nachlass bearbeitet von Bernhard Schwertfeger. Verlag für Kulturpolitik, Berlin 1930.